# Vincenzo Luccardi
Vincenzo Luccardi (Gemona del Friuli, 23 febbraio 1808 – Genazzano, 14 novembre 1876) è stato uno scultore italiano.

## Biografia
Nel 1846 ricevette una importante commessa pubblica dalla città di Udine per la creazione dei due modelli di Mori per la Torre dell'Orologio, successivamente fusi in rame da O. Ceschiutti.

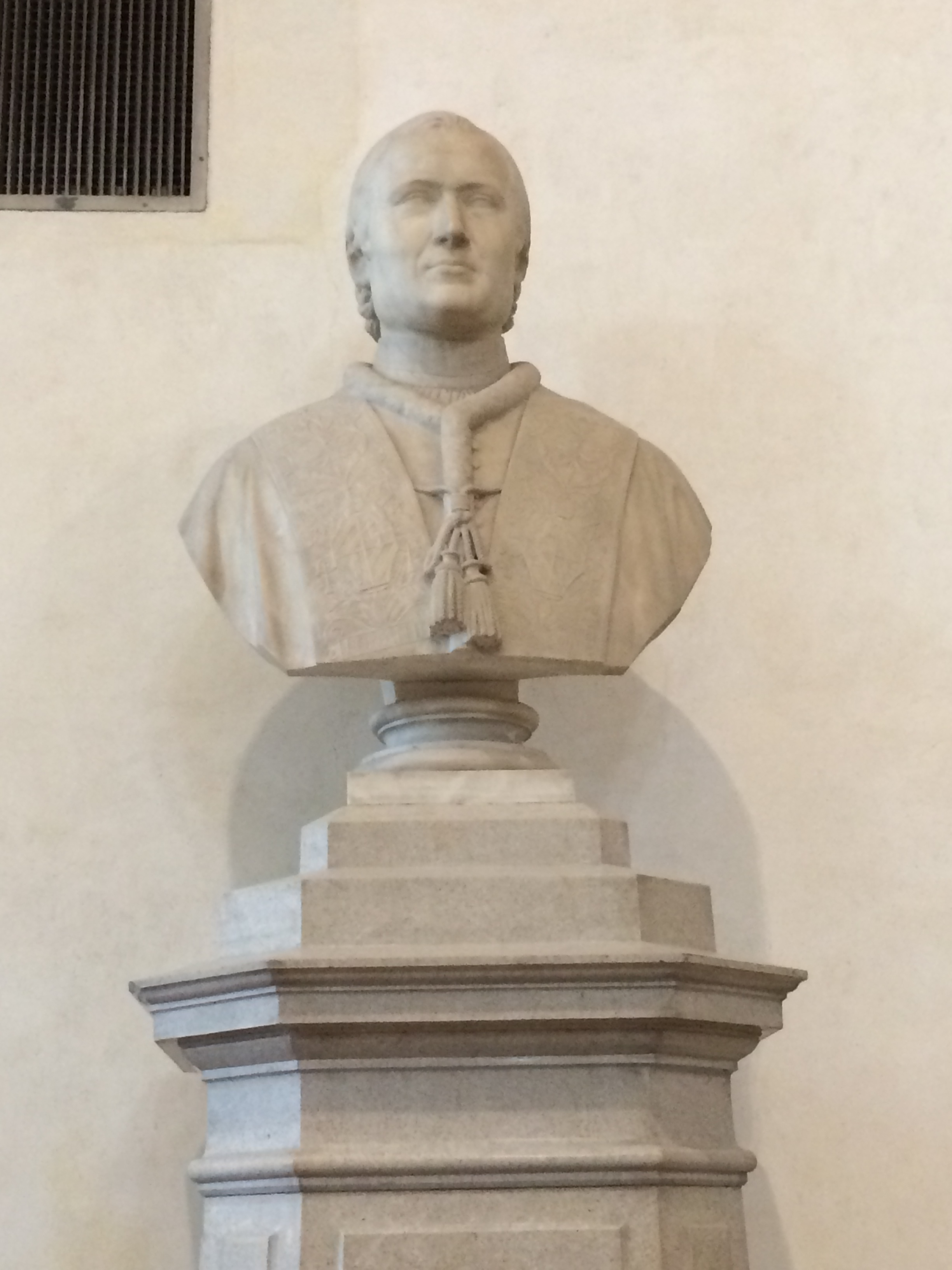
Busto di papa Pio IX, Duomo di Udine

Nel 1847 gli fu commissionata la realizzazione di un busto di papa Pio IX da porre nel Duomo di Udine, come ringraziamento per aver ridato la dignità arcivescovile alla diocesi. L'opera fu completata nel 1858 e fu posta al termine della navata centrale, sulla sinistra vicino alla Cappella delle Reliquie.
Nel 1854 fu chiamato a Vienna dall'imperatore Francesco Giuseppe per realizzare il Monumento a Pietro Metastasio, voluto dalla comunità italiana a ricordo dei lunghi anni trascorsi dal poeta in Austria. Il monumento fu posto nella Chiesa dei Minoriti, chiesa nazionale degli italiani a Vienna.
Rientrato in Italia, nel 1860 per S. Giacomelli fece le statue in marmo del Redentore, della Madonna e di San Giovanni Battista da porre nella villa palladiana di Maser.
Nello stesso periodo aveva acquistato lo studio a Roma in via Margutta, accanto al pittore Scipione Vannutelli, che lo ritrasse; il dipinto (Luccardi nello studio) del 1862 è ora conservato a Udine nel Museo di arte moderna e contemporanea. A Roma Luccardi riuscì ad entrare nel circolo letterario del giurista conte Giuseppe Vannutelli, sovrintendente dei Colonna, di cui nel 1861 sposò la figlia primogenita Carolina, dalla quale ebbe i due figli Sante e Chiara.